# Antoine-Léonce Guyot-Montpayroux
Antoine-Léonce Guyot-Montpayroux, né le 14 janvier 1839 à Brioude (Haute-Loire) et mort le 14 avril 1884 à Ivry-sur-Seine, est un journaliste et homme politique français.

## Biographie
Il est le frère de Jean François Edmond Guyot Dessaigne. Ils sont les fils d'un ingénieur des Ponts et chaussées, Eugène Guyot, et de Valérie Grenier, issue d'une famille d'hommes de loi de Brioude.
Journaliste à La Liberté d'Émile de Girardin, directeur de L'Indépendant de Brioude, rédacteur au Soir et au Courrier de Paris (1857) dont il est directeur de publication en 1874, propriétaire du Courrier de France, il refonde avec entre autres Alphonse Duchesne, Octave Lacroix, Théodore Pelloquet et Jules Viard, le 19 avril 1857 Le Diable boiteux qui ne connaît que deux numéros et cesse le 26 avril 1857.
Il travaille au cabinet du ministre de l'Intérieur de 1860 à 1863 puis est élu député de la Haute-Loire (1869-1870), siégeant à Gauche puis au sein de la Gauche constitutionnelle. Il est élu conseiller général dans le Puy-de-Dôme en 1870. Battu aux élections de février 1871, il se rapproche de Thiers, qui le nomme consul de France à Pest en Hongrie à partir de juillet 1872. Revenu en France en 1873, il est de nouveau député de la Haute-Loire de 1876 à 1881. D'abord battu, il profite de l'invalidation de l'élection pour remporter le siège à l'élection partielle. Il est l'un des 363 qui refusent la confiance au gouvernement de Broglie, le 16 mai 1877.

## Œuvres
- L'Opposition dynastique, Dentu, 1864
- Peureux et Aveugles, notice médico-politique sur l'arrondissement de X, Dentu, 1864
- Les Paroles d'un condamné, de Émile de Girardin (préface), Dentu, 1867
- La France du suffrage universel, A. Lacroix, Verboeckhoven et Cie, 1870